# Clóvis Motta
Clóvis Coutinho da Motta (Campina Grande, 21 de junho de 1928 — São Paulo, 9 de janeiro de 1979) foi um advogado, engenheiro e político brasileiro, que serviu como o 18.º vice-governador do Rio Grande do Norte entre 1966 e 1971.
Clóvis era filho de João Francisco da Motta e de Severina Coutinho da Motta. Casou-se com Maria de Lurdes Meireles da Motta, e teve dois filhos, entre eles, o deputado estadual pelo Rio Grande do Norte, Ricardo Motta; além de avô paterno do deputado federal Rafael Motta.
Foi deputado estadual entre 1955 e 1959, deputado federal de 1959 a 1966 e, posteriormente, vice-governador do Rio Grande do Norte no governo de monsenhor Walfredo Gurgel, entre 1966 e 1971.